# I Get Along EP
I Get Along EP est un EP du groupe britannique The Libertines sorti en 2003. Destiné au seul territoire des États-Unis, il est sorti en version vinyle et disque compact.

## Liste des chansons
| 1.    | I Get Along                  | 2:52 |
| 2.    | Don't Look Back into the Sun | 3:00 |
| 3.    | The Delaney                  | 2:41 |
| 4.    | Mayday                       | 1:03 |
| 5.    | Skag & Bone Man              | 1:48 |
| 11:23 |                              |      |